# پیشوا (تهران)
پیشوا مرکز شهرستان پیشوا و یکی از شهرهای استان تهران است که در ۳۵ کیلومتری جنوب شرقی تهران پایتخت ایران واقع شده‌است. این شهر در مسیر کهن راه ابریشم و همچنین در مسیر خط راه‌آهن سراسری تهران-مشهد قرار دارد.

## نام

### سامنات
در دستنویسی دربارهٔ تاریخ خوار (گرمسار امروزی) که رونویس آن هنوز باقی است حدود شهر امروزی پیشوا را «سامنات» نامیده‌اند. در فرهنگ دهخدا نیز دشت وسیع دامنه جنوبی کوه‌های البرز بین تهران و سمنان، «سامنات» نامیده شده‌است. سامنات منتسب به سام، فرزند نوح و پدر کیومرث نخستین شاه یکتاپرست ایران است.

### سناردک
یکی از نام‌هایی که به پیشوا نسبت داده می‌شود سناردک است. سناردک در لغت از دو قسمت «سنار» و «دک» تشکیل شده که در زبان پارسی میانه، «سنار» به معنی ساحل و بندر است و «دک» هم‌معنی خشکی و کویری است. پیشوا یکی از بندرهای کویر مرکزی ایران به‌شمار می‌رود، از این رو به آن «سناردک» می‌گفتند که در زبان پهلوی به معنای ساحل خشکی است. سناردک، اکنون یکی از محله‌های پیشوا در جنوب شرقی این شهر است.

### امامزاده جعفر
در قرن نهم هجری قمری و رونق گرفتن بیشتر منطقه، این شهر با محوریت آرامگاه امامزاده جعفر رشد کرد و نام این شهر به امامزاده جعفر تبدیل شد. گفته می‌شود که شاید یکی از دلایل به فراموشی سپرده شدن سامنات مرکزیت امامزاده جعفر بر شهر بوده‌است.

### پیشوا
تا پایان روزگار قاجار، این شهر به نام امامزاده جعفر نامیده می‌شد ولی با ساخت راه‌آهن سراسری ایران در سال ۱۳۱۷ و گذر آن از این سامان، رضا شاه نام رسمی آن را از امامزاده جعفر به پیشوا تغییر داد

## پیشینه
دیرینگی باستان‌شناسی پیشوا با کشف سنگ‌های رتوش شدهٔ دو لبه، به دورهٔ پارینه سنگی میانی بر می‌گردد.

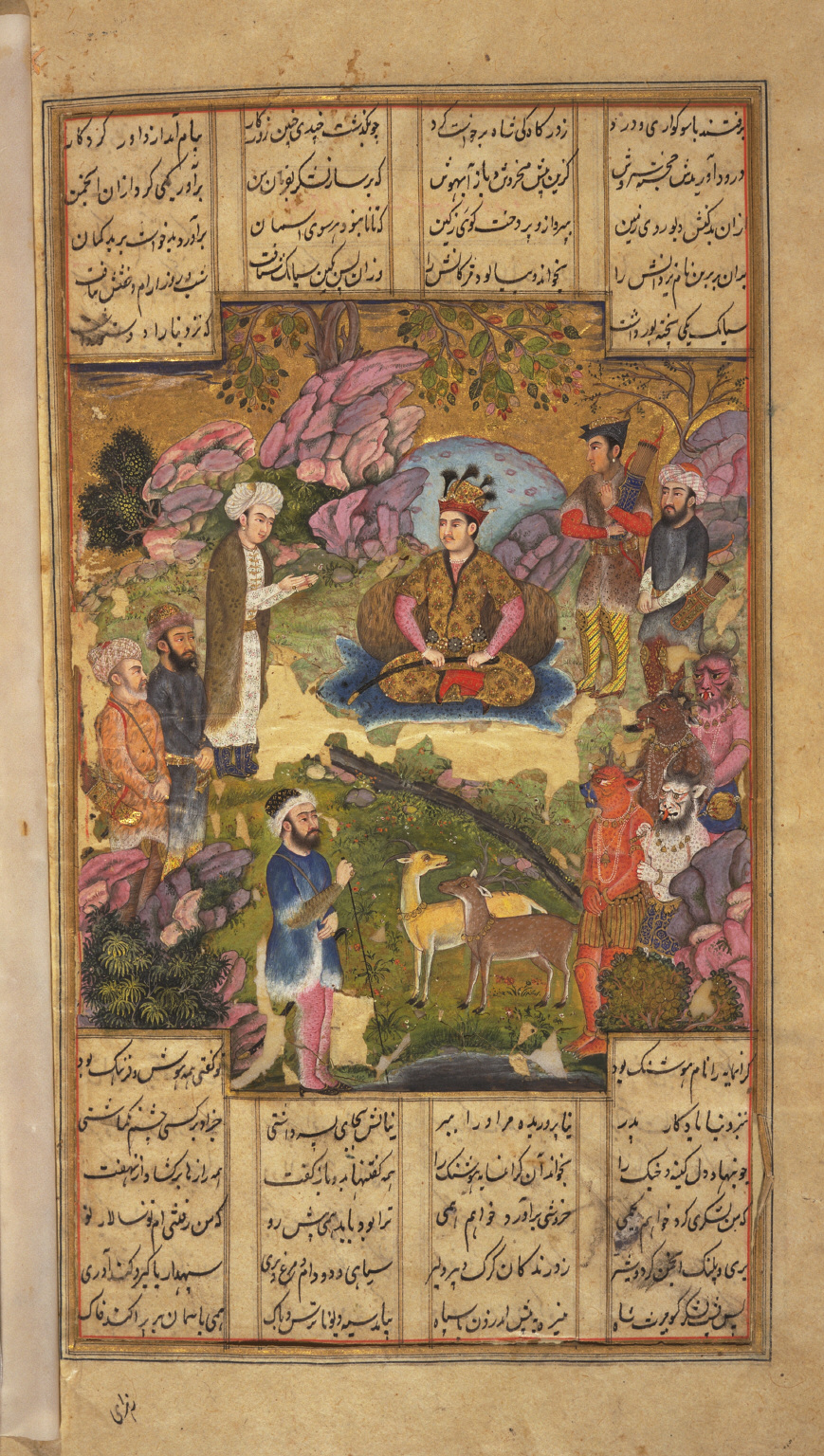
نسخه خطی شاهنامه: کیومرث، مردم را فرمان می‌دهد تا با دیوان نبرد کنند.

### پیش از میلاد

#### حکومت کیومرث و فریدون و ایرج
سامنات اولین نامی است که شهر به آن نامیده شده‌است و منتسب به اولاد سوم سام به‌نام کیومرث است که به باور بسیاری، از این شهر برای جهان‌گشایی برخاست چنان‌که فردوسی در مورد او می‌نویسد:
| نخستین خدیوی که کشور گشود |  | سر پادشاهان گیومرث بود |

او اولین پادشاه یکتاپرست ایرانی بود که نوروز را عید گرفت و از سامنات به شاطی فرات رفت و به مرور زمان شوش، بابل را گرفت و شهرهایی از جمله بلخ را بنا کرد.
سال‌ها بعد فریدون در نزدیکی پیشوا تخت فریدون را بنا نهاد، شهر سامنات را آباد ساخت و بر ایران حکومت کرد.
پس از او ایرج بر تخت نشست و دژی بلند بنا نهاد که همچنان بزرگ‌ترین قلعه خشت خام دنیا به حساب می‌آید. در مورد قلعه ایرج آورده‌اند که قدمت این قلعه بیش از پنج هزار سال است و آن را برای حفظ مملکت و محروس داشتن آن از تطاول و حمله‌های تورانیان ساخته‌اند.
در دوره کیانیان، این منطقه یکی از مناطق مهم به‌شمار می‌رفته چرا که آمدوشد در این منطقه بسیار بوده‌است. وجود ایوانکی (ایوانِ کِی خسرو و کِی کاووس) در همسایگی پیشوا که از آن تنها نامش به‌جا مانده گواه بر این مدعاست.

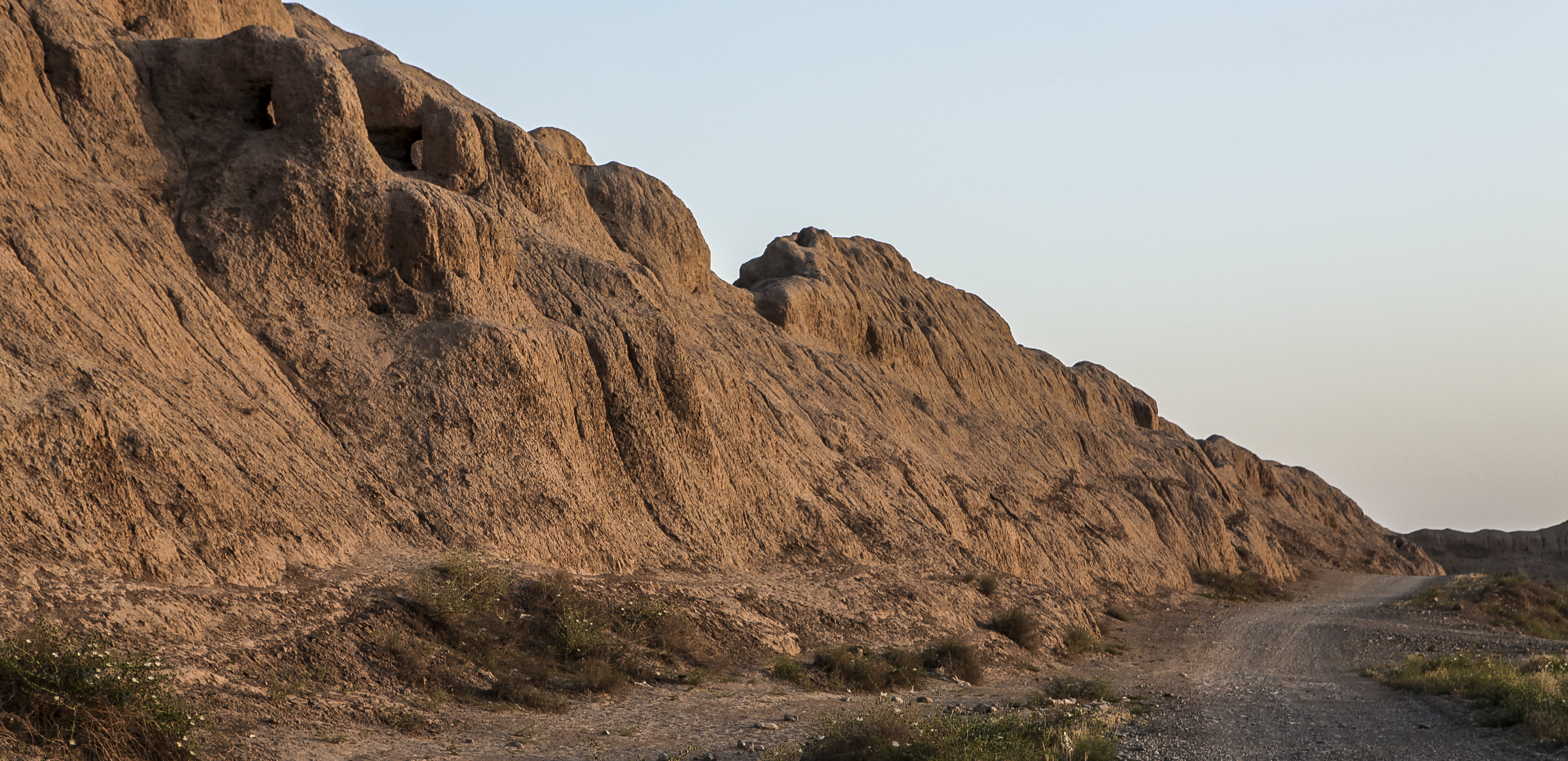
دیوارهای قلعه ایرج

#### کاوشگری‌های باستان‌شناسی
پیشوا شهری کهن بوده و طی بررسی‌هایی که توسط هیئت باستان‌شناسی که در سال ۱۳۷۰ و ۱۳۶۳ انجام شد از عمق ۳۸۵ سانتی‌متری تپه شغالی آثار و بقایای سفالی به دست آمد. عناصر معماری در تپه مزبور خشت خام و چینه است که این آثار را متعلق به اواخر هزاره ششم و پنجم پیش از میلاد می‌دانند. همچنین خشت‌هایی به صورت جفت و طاق چیده شده‌اند که قدمت این آثار به سه‌هزار سال پیش از میلاد می‌رسد. اهمیت دیگر تپه شغالی این است که تمدن موجود در تپه سیلک را یکجا و در یک تپه دارد.
در سال ۱۳۶۳ هنگام احداث ساختمان کمیته انقلاب شهر پیشوا هنگام حفر چاه در عمق ۶ متری مقداری استخوان و سفال کشف شد که این آثار متعلق به دوران هزاره اول پیش از میلاد است، پس از کاوشگری‌های بعدی مشخص شد که این مکان همان گورستان باستانی گبری است و از یک دوره ۵۵۰ ساله از اواخر هزاره دوم پیش از میلاد حکایت دارد. محدودهٔ این گورستان باستانی بسیار وسیع بوده که از انتهای شکستگی ناهمواری‌های پیشوا در مرکز فعلی شهر آغاز شده و تا ده پاچنار در شرق شهر در دامنه تپه ادامه دارد، معماری قبرها از شیوه خاصی پیروی نمی‌کند اما به‌طور محسوسی سنت اعتقادی ۳ در قبور تکرار شده‌است که کنار هر جسد سه ظرف بزرگ متوسط و کوچک گذاشته شده‌است که این ظروف قابل مقایسه با ظروف بدست آمده از تپه حصار در دامغان و تپه سیلک در کاشان است.
با توجه به نتایج کاوش‌های صورت گرفته می‌توان گفت یک استقرار مستمر از هزاره ششم تا هزاره اول پیش از میلاد در این منطقه وجود داشته‌است.

### پس از میلاد
از دورهٔ میلاد مسیح تا کشته‌شدن جعفر الخواری فرزند موسی کاظم اطلاعات دقیق تاریخی در دست نیست اما برخی شواهد حکایت از استمرار حیات در شهر پیشوا دارد. اما به هر حال در این دوران‌ها و پس از آن، این منطقه قسمتی از ملک ری محسوب می‌شده‌است. در کتاب ری باستان از احوالات مردم سناردک نقل شده که آن‌ها از شیعیان متعصب بوده‌اند و علاقه آن‌ها به خاندان اهل بیت باعث شده بود که امامزاده جعفر بن موسی الکاظم پس از درگیری و جراحت به این شهر پناه ببرد.

#### زلزله ویران‌گر
در سال ۷۸۴ هجری قمری (۱۳۸۴ میلادی) گسل پیشوا با شدت ۷٫۲ ریشتر فعال شد که در اثر حرکت گسل، سکونت‌گاه‌های روی دامنهٔ تپهٔ پیشوا مدفون و مسجد جامع ورامین تخریب شد و شهرهای پیشوا، ورامین و ری به کلی ویران گردید. در کتاب منم تیمور جهانگشا آمده‌است که:
در سال ۷۸۴ قمری دو سال قبل از اینکه او به ری برسد زلزله مهیبی شهر را کاملاً ویران کرده بود و فقط عده‌ای باقی مانده بودند که در خرابه‌های اطراف مسکن گزیدند.

#### وقف جنید رازی
نوشتار اصلی: وقف شیخ جنید رازی

چندین سال پس از زلزله، پس از این آبادانی و وقف، رونق به پیشوا بازگشت و این شهر تمدن جدیدی را آغاز نمود.

#### رونق صفوی
در عصر صفوی به فقه شیعه و هنر و معماری اسلامی و ایرانی بسیار بها داده می‌شد، شهر امامزاده جعفر نیز به دلیل وجود امامزاده رونق ویژه‌ای پیدا کرد. گنبد فیروزه‌ای امامزاده جعفر یادگار عهد صفوی است که به دستور شاه طهماسب صفوی ساخته شد. «حرم، بازار، چهارسو، کوچه‌ها، کوشک‌ها، رباط‌های اربابی، تکیه و آب‌انبار چاله خشتی»، از عناصر شهرسازی دورهٔ صفوی هستند که هنوز در بافت قدیمی شهر پیشوا دیده می‌شوند و بعضاً کاربری خود را حفظ نموده‌اند.

### معاصر

#### وقایع مشروطه
هنگامی که محمدعلی شاه قاجار در مقابل مشروطه خواهان شکست خورد، به سفارت روس پناهنده شد و به فکر باز پس‌گیری تاج و تخت خود افتاد. ارشدالدوله که از یاران وفادارش بود برای او تلاش‌های بسیاری کرد و در نقاط مختلفی جنگید. دریکی از درگیری‌هایش که به تپه‌های پیشوا و صحن امامزاده جعفر آمده بود، زخمی و دستگیر شد و در نهایت در بازار پیشوا تیرباران گردید.

#### قیام ۱۵ خرداد
پس از سخنرانی سید روح‌الله خمینی در ۱۳ خرداد ۱۳۴۲ در قم به مناسبت عاشورای حسینی در مدرسه فیضیه مردم تهران دست به تظاهرات جدی زدند. صبح روز پانزده خرداد آیت الله خمینی بازداشت و به تهران برده شد. ۱۵ خرداد سال ۴۲ مصادف با دوازدهم محرم و هم‌زمان با روز برگزاری آیین بنی اسد در پیشوا بود.
بعد از برگزاری مراسم،  حسن مقدس بلندگو به دست گرفت و گفت:
«... ای مردم چرا نشسته‌اید؟ امروز عزاداری ما دو تا شد، یکی عزای امام حسین و دیگری اینکه دیشب دژخیمان شاه، ریخته‌اند منزل آیت‌الله خمینی و پس از دستگیری، ایشان را به تهران برده‌اند و جمعی از مردم اعتراض کرده و زخمی شده‌اند؛ ای مردم! خاک بر سرمان شد که مرجع تقلید ما دستگیرشده‌اند…»
سپس مردم از همان‌جا تصمیم به قیام علیه رژیم شاه می‌گیرند. لذا در ساعت ۱۴ همان روز از ایوان آرامگاه امامزاده جعفر کفن پوشان به سمت تهران حرکت کردند، در میان راه مردم ورامین نیز به کفن پوشان پیوستند. وقتی به پل باقرآباد رسیدند مورد هجوم نیروهای دولتی رژیم پهلوی قرار گرفتند و تعدادی کشته و چندین نفر زخمی شدند.
بسیاری واقعه ۱۵ خرداد را مبدأ تحولات انقلاب اسلامی ایران می‌دانند. از این رو پیشوا را مبدأ قیام ۱۵ خرداد یا مهد انقلاب ایران نامیدند.

## جغرافیا

### موقعیت
پیشوا در نیمه شمالی ایران و ۴۵ کیلومتری جنوب شرقی تهران قرار دارد.

### زمین‌شناسی
پیشوا بر روی دامنهٔ تپه‌های طبیعی و روی گسل قرار دارد، از شمال به کوه‌های البرز و از جنوب شرق به کویر مرکزی ایران متصل است به همین دلیل منطقهٔ مناسبی برای کشت محسوب می‌شود.

#### خاک
دکتر پرویز کردوانی در خصوص خاک این منطقه می‌گوید:
در همه جای این دشت به جز نواحی جنوبی و منتهی‌الیه شرقی برای کشاورزی و زراعت مناسب است به‌طوری‌که اگر آب به مقدار کافی موجود باشد تقریباً تمام زمین‌های آن را می‌توان زیر کشت برد.

#### گسل
شهر پیشوا بر روی گسل قرار دارد و ناهمواری این گسل به‌راحتی پیداست. گسل پیشوا در راستای E 130 N است، از مرکز این شهر آغاز شده و به درازای ۳۴ کیلومتری شرق آن ادامه دارد. این گسلِ فشاری با شیب به سمت شرق به روشنی رسوبات کوارتز را بریده و مرز میان کوه و دشت را در پیشوا تشکیل می‌دهد. طول شرقی جغرافیایَ ۴۵°۵۱ تاَ ۱۵°۵۲ درجه و عرض شمالی جغرافیایَ ۱۵°۳۵ تاَ ۲۳°۳۵ درجه محدوده این گسل را شامل می‌شود. آخرین فعالیت بزرگ این گسل ۷۸۵ ه‍.ق (۱۳۸۴ میلادی) هم‌زمان با حمله تیمور لنگ بوده و طی آن این شهر و محدوده ورامین و ری به کلی ویران گردیده‌است.

### آب و هوا
پیشوا آب و هوای معتدل و نیمه‌خشک و در دشت‌ها آب و هوای صحرایی مختص خود را دارد، نسبت به گرمسار و ورامین معتدل تر است ولی شب‌های زمستانی سردتری دارد. درجه حرارت پیشوا بین ۱۴- درجه در زمستان و ۴۵+ درجه در تابستان در نوسان است. در بهار و پاییز به علت وجود درختان فراوان و مصونیت از آلودگی‌های تهران هوای فرح‌بخش و دلنشینی دارد.

## فرهنگ و هنر

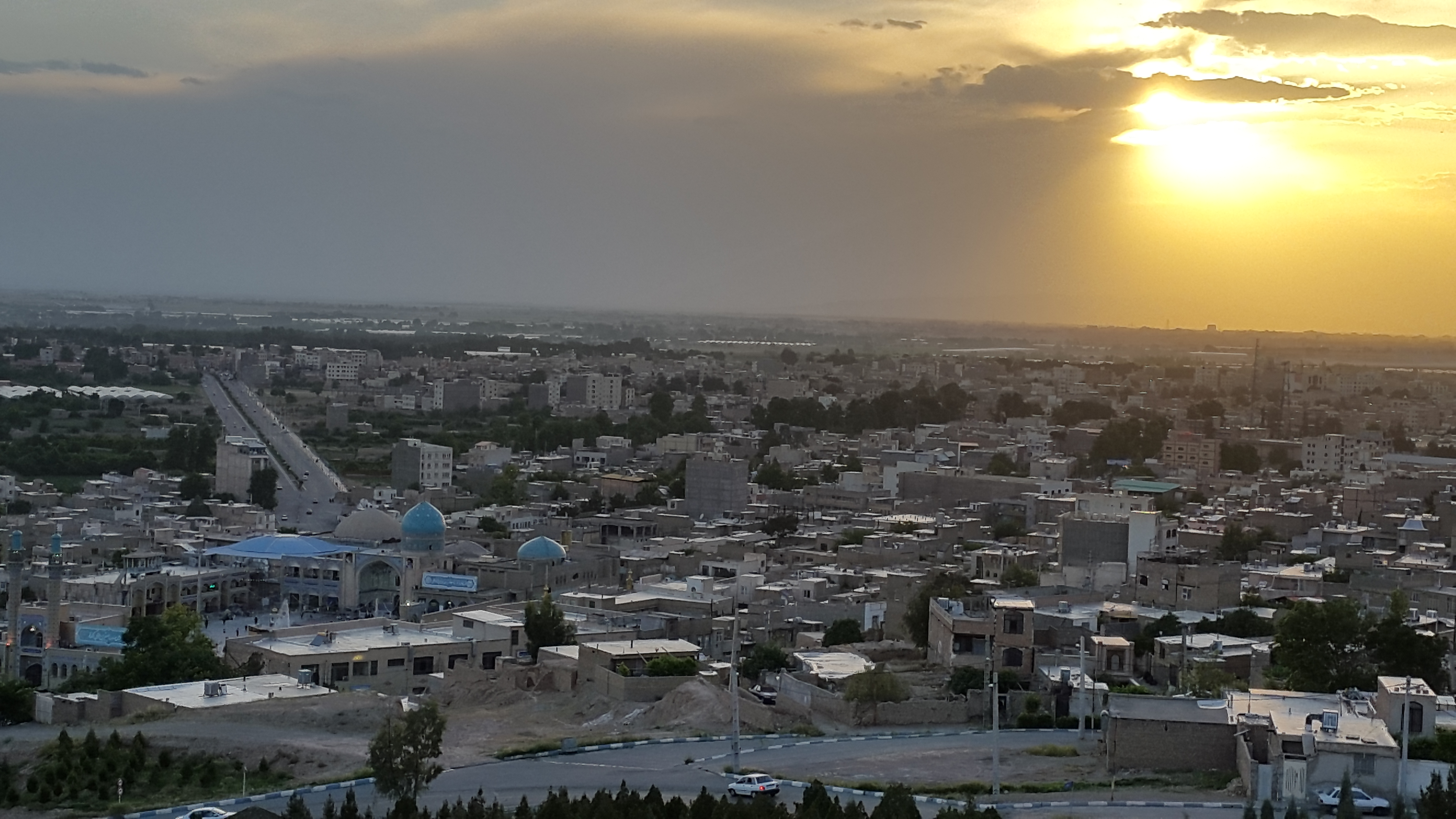
امامزاده جعفر در پیشوا